# Lješnica (gmina Bijelo Polje)
Lješnica (cyr. Љешница) – miasto w Czarnogórze, w gminie Bijelo Polje. W 2011 roku liczyło 1564 mieszkańców.